# Hacine
Hacine (în arabă حسين) este o comună din provincia Mascara, Algeria.
Populația comunei este de 10.473 de locuitori (2008).